# Зайдль, Маттиас
Маттиас Зайдль (нем. Matthias Seidl; род. 24 января 2001, Зальцбург) — австрийский футболист, полузащитник клуба «Рапид (Вена)» и сборной Австрии.

## Клубная карьера
Хедль — воспитанник клубов Кухль, «Ред Булл Зальцбург» и «Грёдиг». В составе Кухля выступал в четвёртом дивизионе Австрии, помог клубу заработать повышение в Региональную лигу Зальцбург. В 2021 году за неизвестную сумму стал игроком «Блаус-Вайсс». 24 июля в матче против «Дорнбирн» Зайдль дебютировал в австрийской Лиге 2. 17 октября в поединке против дубля венской «Аустрии» Маттиас забил первый гол за новый клуб. По итогам сезона 2022/23, Зайдль помог клубу выйти в австрийскую Бундеслигу и вошёл в команду сезона Второй лиги.
Летом 2023 года перешёл в венский «Рапид». Сумма трансфера составила 400 тысяч евро. 28 июля в матче против ЛАСК полузащитник дебютировал в австрийской Бундеслиге и отметился дебютным голом.

## Международная карьера
12 сентября 2023 года в матче отборочного турнира на чемпионат Европы 2024 года против сборной Швеции Зайдль дебютировал в составе национальной сборной Австрии.
| Матчи Зайдля за сборную Австрии | Матчи Зайдля за сборную Австрии | Матчи Зайдля за сборную Австрии | Матчи Зайдля за сборную Австрии | Матчи Зайдля за сборную Австрии | Матчи Зайдля за сборную Австрии |
| ------------------------------- | ------------------------------- | ------------------------------- | ------------------------------- | ------------------------------- | ------------------------------- |
| №                               | Дата                            | Соперник                        | Счёт                            | Голы                            | Соревнование                    |
| 1                               | 12 сентября 2023                | Швеция                          | 3:1                             | —                               | отбор на ЧЕ—2024                |
| 2                               | 16 ноября 2023                  | Эстония                         | 2:0                             | —                               | отбор на ЧЕ—2024                |
| 3                               | 21 ноября 2023                  | Германия                        | 2:0                             | —                               | товарищеский матч               |
| 4                               | 8 июня 2024                     | Швейцария                       | 1:1                             | —                               | товарищеский матч               |